# Riley Dolezal
Riley Dolezal (ur. 16 listopada 1985) – amerykański lekkoatleta specjalizujący się w rzucie oszczepem.
Reprezentował USA podczas mistrzostw świata w 2013. W 2015 zdobył srebrny medal igrzysk panamerykańskich w Toronto.
Złoty medalista mistrzostw USA (Des Moines 2013).
Rekord życiowy: 83,50 (23 czerwca 2013, Des Moines).

## Osiągnięcia
| Rok  | Impreza                  | Miejsce  | Pozycja           | Wynik |
| ---- | ------------------------ | -------- | ----------------- | ----- |
| 2013 | Mistrzostwa świata       | Moskwa   | el. – 19. miejsce | 78,76 |
| 2015 | Igrzyska panamerykańskie | Toronto  | 2. miejsce        | 81,62 |
| 2015 | Mistrzostwa NACAC        | San José | 1. miejsce        | 79,30 |
| 2015 | Mistrzostwa świata       | Pekin    | el. – 24. miejsce | 77,64 |
| 2019 | Mistrzostwa świata       | Doha     | el. – 26. miejsce | 75,62 |